# Parysów
Parysów is een dorp in het Poolse woiwodschap Mazovië, in het district Garwoliński. De plaats maakt deel uit van de gemeente Parysów en telt 1100 inwoners.

## Verkeer en vervoer
- Station Parysów